# Maotai

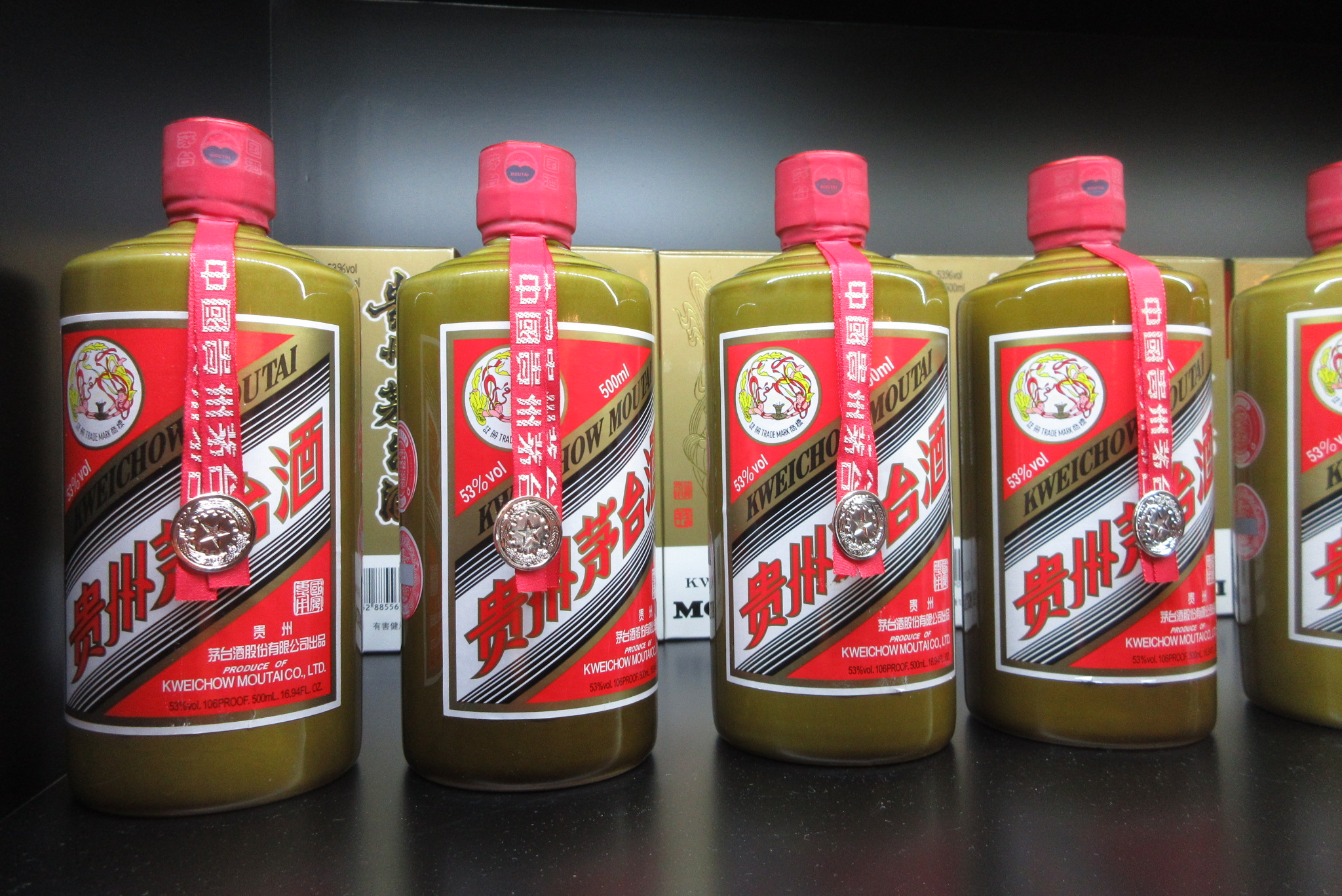
Maotai (Moutai)

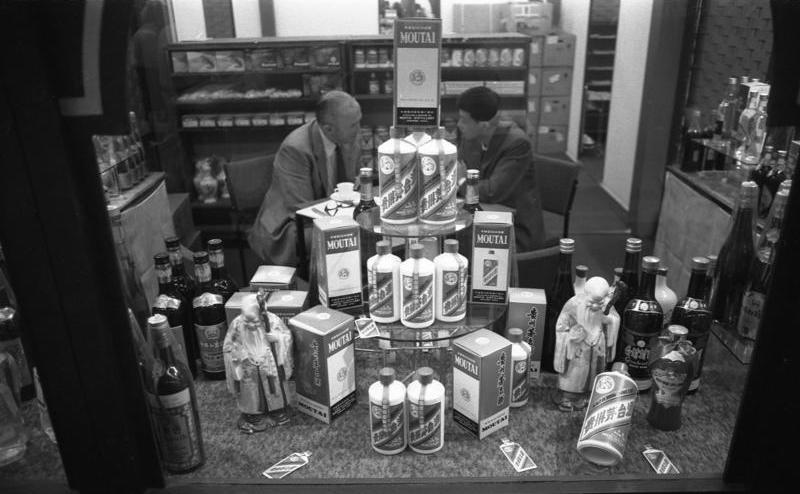
Chinesischer Ausstellungsstand bei der Anuga 1979 mit Moutai

Maotai (auch Moutai, chinesisch 茅台酒, Pinyin Máotái jiǔ) ist ein chinesischer Schnaps, der aus roter Hirse (Sorghum) und Weizen gebrannt wird. Er ist benannt nach der rund 10.000 Einwohner zählenden Großgemeinde Maotai der Stadt Renhuai in der gebirgigen südwestchinesischen Provinz Guizhou. Durch Mehrfachbrennung erreicht der Maotai einen Spitzenwert von 53 Vol.-% Alkohol. Der einzige legale Produzent von Maotai in der Volksrepublik China ist das Unternehmen Kweichow Moutai.

## Geschichte
Bereits während der Qing-Dynastie (1644–1911) wurde Maotai zum ersten chinesischen Branntwein, der in großem Maßstab hergestellt wurde. Die jährliche Produktionsmenge belief sich auf 170 Tonnen. 2007 belief sich die Verkaufsmenge auf 6800 Tonnen.
Der Maotai-Schnaps bekam erstmals internationales Renommee durch die Goldmedaille der Panama-Pazifik Ausstellung 1915 in San Francisco. Auch auf den Pariser Weltausstellungen 1985 und 1986 gab es Goldmedaillen für die hochprozentige Spirituose. Insgesamt hat Maotai 14 internationale und 20 chinesische Auszeichnungen seit 1949 erhalten.
Maotai ist das einzige alkoholische Getränk Chinas, das als offizielles Geschenk chinesischer Botschaften in anderen Ländern gilt. Auf chinesischen Staatsbanketten wird es ebenfalls serviert. Neben Whisky und Cognac gilt Maotai als Luxus-Markengetränk. In der französischen Presse wurde der Maotai als „chinesisches Nationalgetränk“ bezeichnet.
Die Bedeutung als internationales Handelsgut stieg zwar an (Maotai verkaufte im Jahr 2011 mehr als 200 Tonnen in 100 Ländern weltweit. 2006 entsprach der Wert der Maotai-Exporte 5,3 Milliarden Yuan, verglichen mit 4,2 Mrd. Yuan im Vorjahr), der Umsatz des Unternehmens stammte aber Anfang 2018 zu 95 Prozent aus China. Dem Wachstum sind auch deshalb Grenzen gesetzt, weil das Produkt nur so heißen darf, wenn die rote Hirse und das Wasser aus dem Ort kommen.
In den Kriminalromanen des im Ausland lebenden chinesischen Schriftstellers Qiu Xiaolong spielt Maotai eine gewisse Rolle.